# Colby College

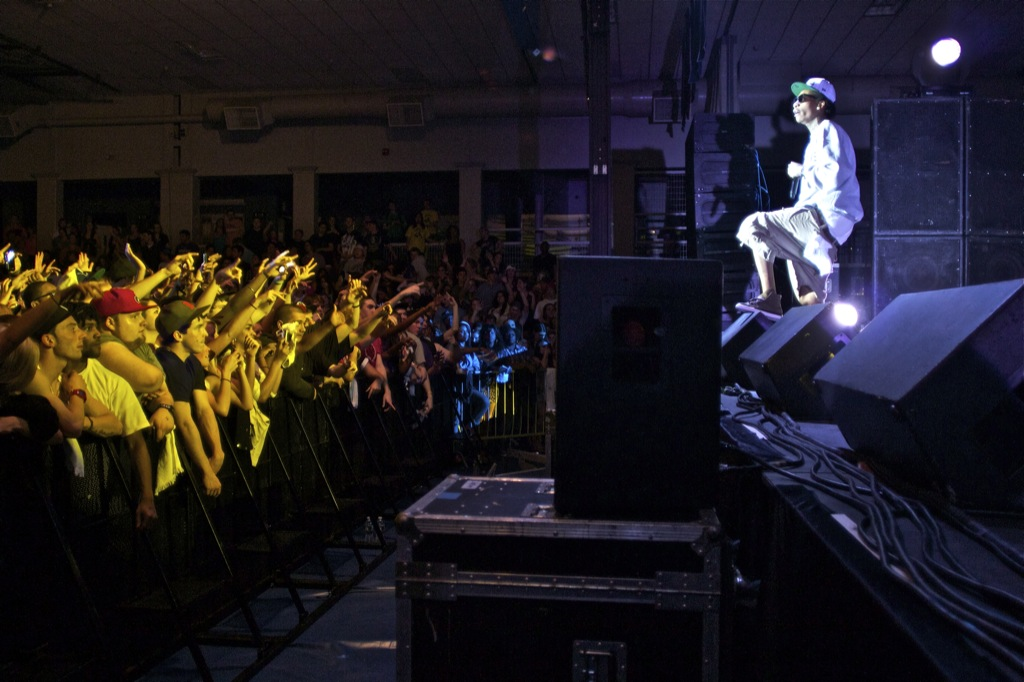
Le rappeur Wiz Khalifa se produisant au Colby College le 6 mai 2011.

Colby College est une université américaine privée située  à Waterville, dans l’État du Maine (États-Unis).

## Histoire
L'université a été fondée en 1813.

## Vie étudiante
Elle participe à la NESCAC,.

## Personnalités liées à l'université

### Professeurs
- Suisheng Zhao, professeur de politique chinoise et de politique étrangère

### Étudiants
- Margaret Chase Smith, femme politique
- Edward Gurney, homme politique
- Marston Morse, mathématicien
- Bern Porter, physicien nucléaire et artiste